# Philip Mansel (Adliger)
Philip Mansel (Philip Maunsell) (* um 1420; † Mai 1471 bei Tewkesbury) war ein walisischer Adliger. 
Er entstammte der walisischen Familie Mansel und war ein Sohn von John Mansel und Cecily Cantelupe. Nach dem Tod seines Großvaters Sir Richard Mansel erbte er 1435 Penrice Castle auf der Halbinsel Gower. Daneben besaß er das nahe gelegene Oxwich Castle. Als Unterstützer des Hauses Lancaster kämpfte er während der Rosenkriege 1461 in der Schlacht von Mortimer’s Cross. Als Lancastrianer wurde er deshalb 1464 vom Parlament enteignet, seine Besitzungen auf Gower wurden Roger Vaughan zugesprochen. 1471 kämpfte er wieder auf der Seite des Hauses Lancaster in der Schlacht von Tewkesbury und wurde nach der Niederlage enthauptet. 
In erster Ehe heiratete er um 1444 Mabel Nicolas, eine uneheliche Tochter des mächtigen Gruffudd ap Nicolas und von Jane ap Rees. Sie hatten mehrere Kinder, darunter
- Jenkin Mansel
- John Mansel († 1465)
- Leonard Maunsell († 21. Mai 1471)
- Richard Maunsell († November 1543)
- Philip Maunsell
- Alice Maunsell

In zweiter Ehe heiratete er um 1460 Elizabeth Long, eine Tochter von Sir Philip Long. 
Seine Söhne John und Leonard fielen ebenfalls in den Kämpfen während der Rosenkriege. Sein Sohn Jenkin nahm als Gefolgsmann von Rhys ap Thomas auf der Seite von Henry Tudor an der Schlacht von Bosworth teil. Nach der Schlacht erhielt er die Besitzungen seines Vaters zurück. 